# Orectolobus maculatus
El tiburón alfombra manchado (Orectolobus maculatus) es una especie de elasmobranquio orectolobiforme de la familia Orectolobidae.
Habita en Australia (Nueva Gales del Sur, Territorio del Norte, Queensland, Australia del Sur, Victoria, Australia Occidental) y en los océanos Índico y Pacífico.